# 크리스 카터 (야구 선수)
버논 크리스토퍼 카터 (Vernon Christopher Carter, 1986년 12월 18일 ~ )는 미국출신의 야구 선수이자 아메리칸 리그 로스앤젤레스 에인절스 오브 애너하임의 선수이다.

## 같이 보기
- 레드우드시티